# Плазмовий двигун

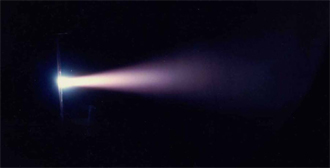
Тяга під час випробувального старту

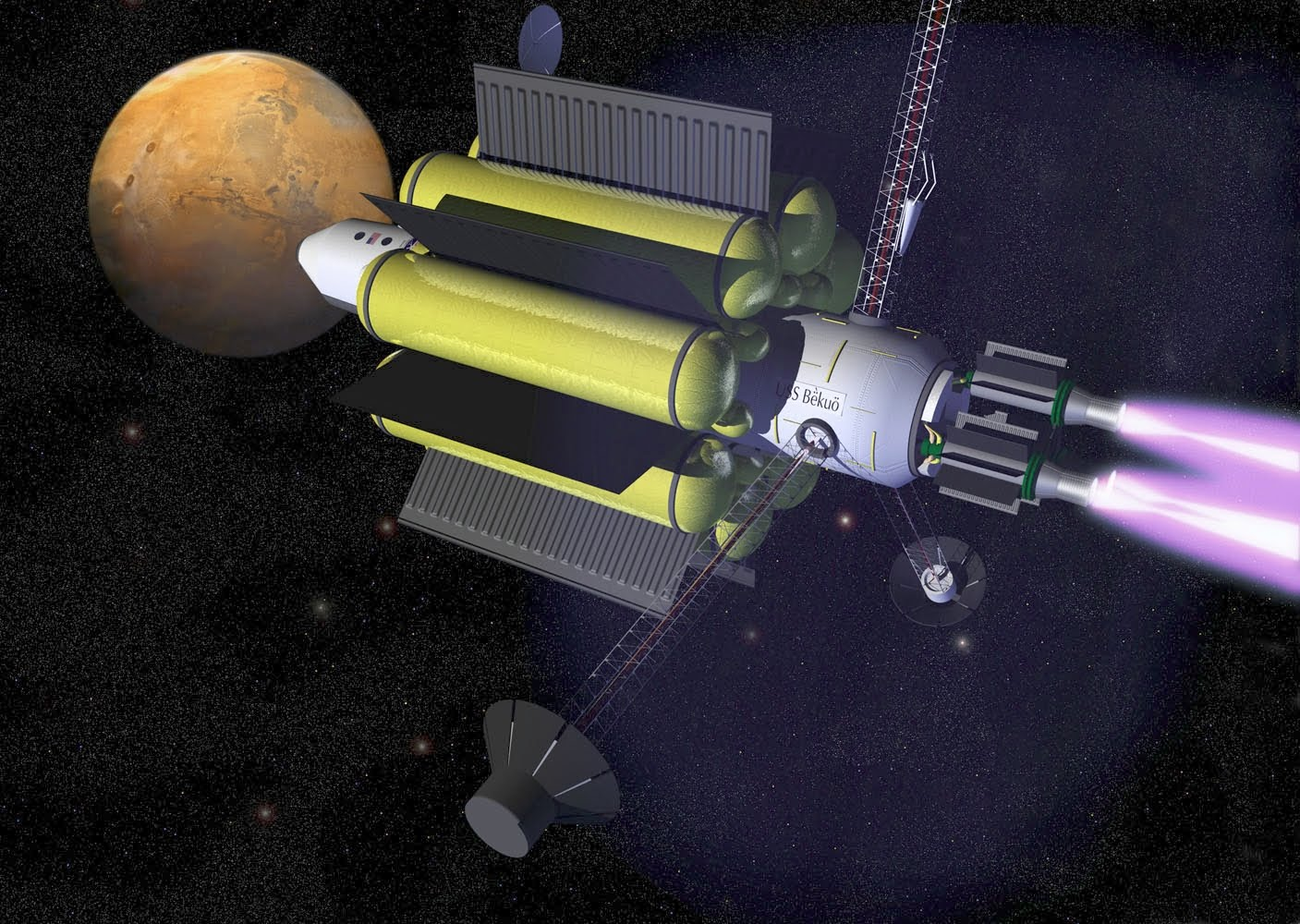
Художне відображення плазмового двигуна VASIMR

Плазмовий двигун — це тип електричного двигуна, який створює тягу за допомогою квазінейтральної плазми. На відміну від іонних двигунів, які генерують тягу за допомогою іонного струму з джерела плазми, що потім прискорюється до високих швидкостей за допомогою сіток / анодів. Існує багато форм плазмового двигуна (див. Електричний привід). Плазмова тяга у таких двигунах виникає не за рахунок сітки високої напруги чи анодів / катодів для прискорення заряджених частинок у плазмі, а за рахунок струмів та потенціалів всередині самої плазми для прискорення іонів плазми. Хоча це призводить до меншої швидкості вихлопу через відсутність високих прискорювальних напруг, цей тип тяги має ряд переваг. Відсутність високовольтних сіток анодів усуває проблему ерозії цієї сітки. Плазмовий вихлоп є «квазінейтральним», тобто, кількість іонів і електронів однакова, що дозволяє нейтралізувати вихлопний шлейф просто іонно-електронною рекомбінацією у вихлопі, усуваючи потребу в електронній гарматі/прожекторі (порожнистому катоді). Цей тип двигунів часто генерує вихідну плазму, використовуючи радіочастоту або мікрохвильову енергію, за допомогою зовнішньої антени. У поєднанні з відсутністю порожнистих катодів (які дуже чутливі до всіх газів, окрім кількох інертних) такий двигун дозволяє цікаву можливість використовувати величезний діапазон пропелентів — від аргону до вуглекислого газу, повітряні суміші, до сечі космонавта.
Плазмові двигуни краще всього підходять для міжпланетних космічних подорожей .
В останні роки багато агентств працювали над двигунами з плазмовим паливом, включаючи Європейське космічне агентство, Іранське космічне агентство та Австралійський національний університет, які спільно розробили найпрогресивніший на сьогодні тип двигуна описаний як двигун двошарової тяги . Однак ця форма плазмового двигуна є лише одним із багатьох його типів.

## Переваги
Плазмові двигуни мають набагато вищу величину питомого імпульсу (I sp), ніж більшість інших типів ракетних технологій. Двигун VASIMR здатний досягати значення імпульсу понад 12000 с, тоді як двигуни що працюють на ефекті Холла могли досягати приблизно 2000 с. Це набагато вище, ніж хімічне біопаливо, яке може досягати імпульсу в 450 с. З високим імпульсом ці ракети здатні досягати відносно високих швидкостей. Екс-астронавт Франклін Чанг-Діаз стверджує, що його двигун VASIMR міг би відправити корисний вантаж на Марс всього за 39 днів, досягнувши максимальної швидкості 34 милі в секунду (приблизно 55 кілометри на секунду). Тенденція схожа і для інших плазмових ракет.
Деякі плазмові двигуни, такі як міні-Helicon, визнані за їх конструкцію та простоту використання. З дешевим паливом (велика кількість газів або комбінацій газів може використовуватися в якості палива) та відносно простою теорією експлуатації плазмові ракети можна легко будувати і використовувати багато раз. Плазмовим ракетам також не потрібно витрачати все своє паливо за один запуск, на відміну від традиційних хімічних ракет.
Усе це спрощує використання плазмових ракет у польоті.

## Недоліки
Однією з найбільших проблем технологій плазмоутворювачів, таких як крихітний плазмовий рушій Берканта Гокселя, є отримання достатньої кількості електроенергії для перетворення газів у плазму. Ця ж проблема зачіпає тягу VASIMR — йому знадобиться стільки електроенергії, що будь-якому транспортному засобу з цим двигуном, для забезпечення достатньої кількості енергії також знадобиться кілька ядерних реакторів. Мало того, що реактори додадуть масу до корисного навантаження, існують побоювання щодо наслідків від можливого вибуху такого реактора.
Ще одна поширена проблема з плазмовими ракетами — це ймовірність самознищення. З часом плазма, яку виробляють ці ракети, пошкодить стінки самої ракети, що зрештою спричинить до її руйнування. Так, наприклад, під час місії на Марс цілком можливо, що ракета встигне знищити сама себе.
Нарешті, через низьку тягу плазмові двигуни не підходять для надсилання великих вантажів у космос. У середньому ці ракети забезпечують тягу близько 1 кілограма. Це проблема, адже щоб бути фінансово ефективними, великі вантажі потрібні щоразу коли планується місія. Хоча плазмові двигуни можуть займати зайняти своє місце у космосі, для запуску транспортного засобу з поверхні планети знадобляться хімічні ракети.

## Використання плазмових двигунів
Хоча більшість плазмових двигунів досі обмежені лабораторними примірниками, деякі все–ж продемонстрували активний час польоту та використання в місіях. Станом на 2011 рік, NASA у партнерстві з аерокосмічною компанією Busek запустила перший прискорювач Холла в космос на борту супутника Tacsat-2 . Плазмовий двигун був основною руховою системою супутника. З того часу компанія запустила ще один супутник із плазмовим двигуном у 2011 році. З плином часу ймовірно ми побачимо все більше плазмових двигунів.

## Типи двигунів

### Двошарові двигуни Helicon
У двигунах Helicon використовуються низькочастотні електромагнітні хвилі (геліконові хвилі), які існують всередині плазми при впливі магнітного поля. Для створення хвиль і збудження газу використовується радіочастотна антена, що обертається навколо газової камери. Як тільки енергія яка випромінюється антернами з'єднується з газом, створюється плазма. Після утворення плазми плазма виштовхується з двигуна, використовуючи магнітне поле ідеальної топології. Міні-геліконові тяги, винайдені Олегом Батищевим, це невеликі прості прискорювачі, ідеальні для малих маневрів у просторі. Ці двигуни здатні використовувати багато різних видів палива, що робить ці прості ракети ідеальними для довготривалих місій. Проста конструкція також робить їх універсальними тим, що вони можуть бути виготовлені з простих матеріалів, таких як скляна пляшка.  

### Магнітоплазмадинамічні двигуни
<u>Магнітоплазмадинамічні двигуни</u> (MPD) використовують силу Лоренца (сила, що виникає в результаті взаємодії між магнітним полем і електричним струмом) для створення тяги — електричного заряду, що протікає через плазму в присутності магнітного поля і змушує плазму прискорюватися за рахунок створеного магнітної тяги. Сила Лоренца також має вирішальне значення для роботи більшості імпульсних плазмових двигунів

### Імпульсні індуктивні двигуни
Імпульсні індуктивні двигуни (PIT) також використовують силу Лоренца для створення тяги, але на відміну від магнітоплазмодинамічного двигуна вони не використовують жодного електрода, запобігаючи їх ерозії. Іонізація та електричні струми в плазмі створюються швидко–змінюючимся магнітним полем.

### Плазмові двигуни без електродів
Безелектричні плазмові двигуни використовують пондеромотивну силу, яка діє на будь-яку плазму або заряджену частинку, коли під впливом сильного градієнта щільності електромагнітної енергії прискорюються як електрони, так і іони плазми в одному і тому ж напрямку, тим самим можна обійтись без нейтралізатора.

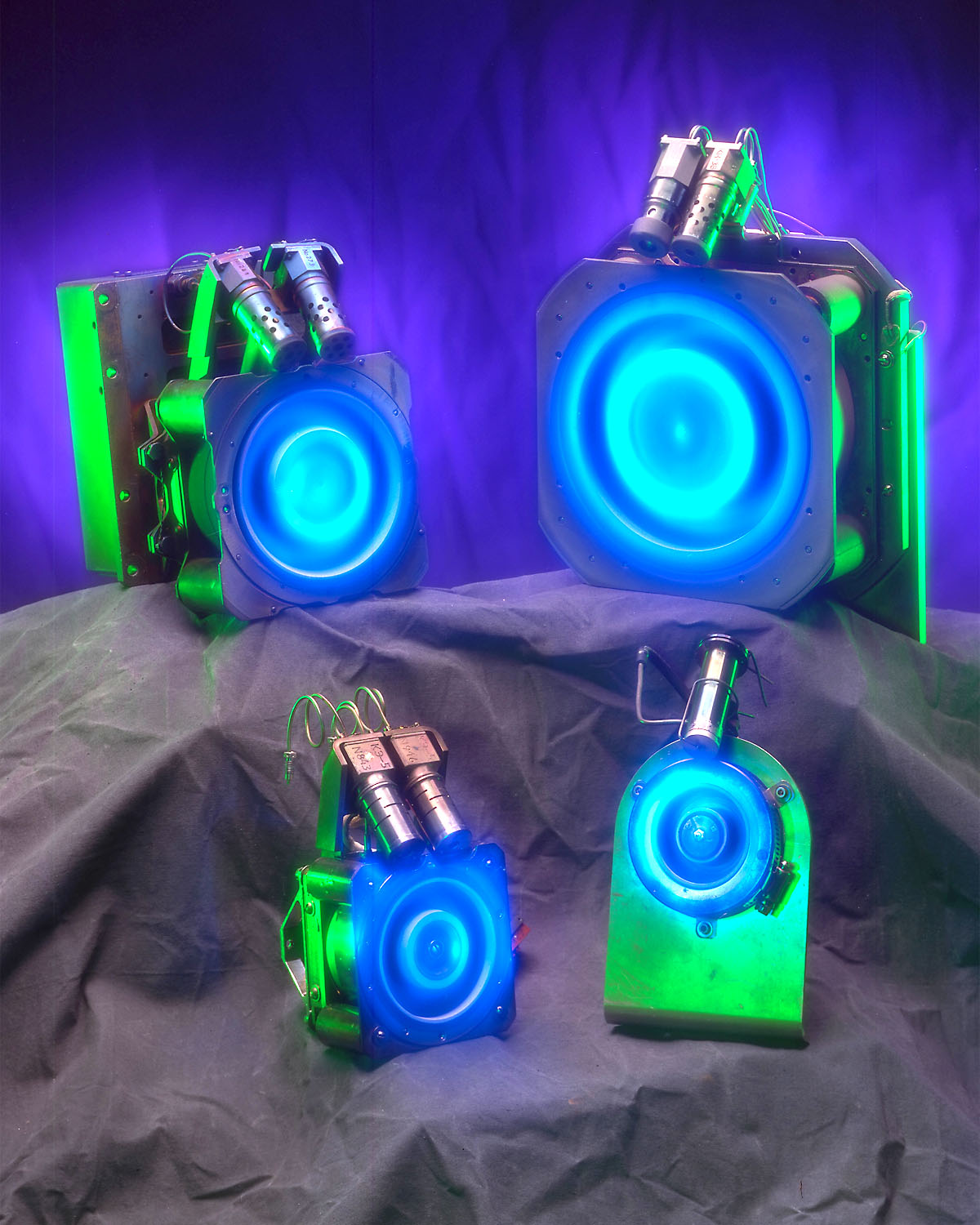
SPT

### Двигуни на ефекті Холла
Двигуни Холла (також їх називають стаціонарними плазмовими двигунами SPT) поєднують сильне локалізоване статичне магнітне поле перпендикулярне до електричного поля створеного між анодом верхнього потоку та низхідним катодом, що називається нейтралізатором, щоб створити «віртуальний катод» (область високої щільності електронів) при виході з пристрою. Потім цей віртуальний катод притягує іони, що утворюються всередині тяги ближче до анода. Нарешті, прискорений пучок іонів нейтралізується частиною електронів, випромінюваних нейтралізатором. Серійне виробництво двигунів на ефекті Холла розпочалося у Радянському Союзі в 1970-х. Один із ранніх варіантів, SPT-100 зараз виробляється за ліцензією European Snecma Moteurs під назвою PPS-1350. Аналогічно, BPT-4000 і PPS-5000 тісно пов'язані з SPT-140. SPT-290 має тягу 1,5N, при потужності 5-30кВт, та питомий імпульс 30 км/с, ефективність 65 % та вагу 23 кг.

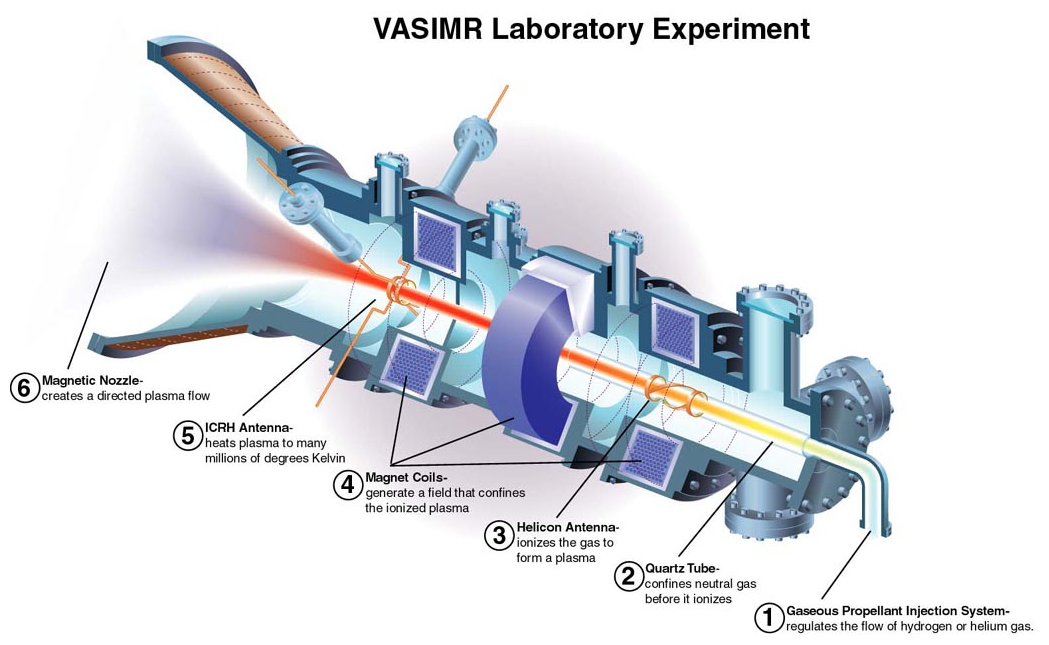
VASIMR

### VASIMR (ВАСИМР)
ВАСИМР — агл. VASIMR — скорочення від Variable Specific Impulse Magnetoplasma Rocket — ракета специфічної змінної імпульсної магнітоплазми, використовує радіохвилі для іонізації палива в плазму. Потім магнітне поле прискорює плазму з ракетного двигуна, створюючи тягу . VASIMR розробляється ракетною компанією Ad Astra, із штаб-квартирою в Х'юстоні, штат Техас. Нова Шотландія (Nova Scotia), Канадська компанія , Nautel, виробляє 200 кВт генератори радіочастоти, необхідні для іонізації палива. Деякі складові тести та експерименти «Зйомка плазми» проводяться в лабораторії Ліберії, Коста-Рика. Цей проект очолює колишній астронавт NASA, доктор Франклін Чанг-Діаз (CRC-USA).
Коста-риканський аерокосмічний альянс оголосив про розробку зовнішньої опори для VASIMR щоб мати змогу встановити апарат зовні Міжнародної космічної станції . Проектований двигун потужністю 200 мегават може скоротити час подорожі з Землі до Юпітера або Сатурна з шести років до чотирнадцяти місяців, а з Землі на Марс — з 6 місяців до 39 днів.